# Пила 3D
«Пила́ 3D» (англ. Saw 3D), другие названия — «Пила́ 7: Лову́шки ожива́ют» и «Пила́: После́дняя глава́» (англ. Saw: The Final Chapter) — американский фильм ужасов 2010 года в формате 3D. Режиссёром выступил Кевин Гротерт, а сценаристами — Патрик Мелтон и Маркус Данстэн. Является продолжением фильма «Пила 6» (2009) и седьмым фильмом в серии фильмов «Пила», а также единственной кинокартиной серии, снятой в формате 3D. Главные роли исполнили Тобин Белл, Костас Мэндилор, Бетси Расселл, Шон Патрик Флэнери и Кэри Элвес. Фильм повествует о человеке, который, ложно выдав себя за выжившего в одной из игр Конструктора, чтобы стать знаменитостью, оказывается участником настоящей игры, в которой он должен спасти свою жену. Тем временем бывшая жена Джона Крамера, Джилл Так, сообщает в отдел внутренних расследований, что детектив Марк Хоффман является человеком, ответственным за недавние смертельные «игры».
Первоначально планировалось продолжение, но из-за снижения кассовых сборов предыдущего фильма, «Пила 3D» стала последним фильмом в серии. Сюжет первоначально запланированной «Пилы 8» был включён в «Пилу 3D». Первоначально фильм должен был снять Дэвид Хакл, режиссёр пятого фильма, но за две недели режиссёром стал Кевин Гротерт. Съёмки проходили в Торонто (Онтарио), с февраля по апрель 2010 года в формате RealD 3D.
Фильм вышел 29 октября 2010 года в США и Канаде и получил негативные отзывы кинокритиков, однако получил кассовый успех. В 2017 году вышел восьмой фильм серии под названием «Пила 8».

## Сюжет
Доктор Лоуренс Гордон пережил испытание после того, как отпилил себе ступню, чтобы сбежать из ванной, и использовал паровую трубу, чтобы прижечь рану на лодыжке. Некоторое время спустя действие другой игры разворачивается в витрине магазина товаров для дома в торговом центре. Брэд и Райан прикованы цепями к противоположным сторонам рабочего стола, прикрепленного к выдвижной тележке с электропилами, в то время как их общая возлюбленная Дина подвешена над третьей пилой. У парней есть 60 секунд, чтобы вонзить пилы в своего противника, чтобы спасти Дину, которая манипулировала ими обоими, заставляя удовлетворять свои потребности, совершая преступления. Осознав ее предательство, Райан и Брэд заключают перемирие и позволяют устройству разделить Дину пополам. Тем временем Джилл Так становится свидетельницей побега Марка Хоффмана из его ловушки и обращается за помощью к детективу отдела внутренних расследований Мэтту Гибсону; она предлагает изобличить Хоффмана в обмен на защиту и иммунитет.
Тем временем Хоффман похищает банду расистов и помещает их в ловушку на заброшенной свалке, которая убивает их всех. Он также похищает Бобби Дагена, гуру самопомощи, который добился славы и богатства, сфабриковав историю о том, как он сам выбрался из ловушки Конструктора. Бобби просыпается в заброшенной психиатрической больнице, и ему сообщают, что у него есть один час, чтобы спасти свою жену Джойс, которая прикована цепью к стальной платформе, которая постепенно тянет ее вниз, пока она наблюдает за успехами Бобби. После побега из клетки, подвешенной над полом из шипов, Бобби прокладывает свой путь по лечебнице, пытаясь пройти другие тесты и спасти Нину, своего пресс-атташе, Сюзанну, своего адвоката, а также Кейла, своего лучшего друга, потому что они все знали о лжи Бобби и помогли ему сфабриковать его историю. Несмотря на его усилия, все они погибают в своих ловушках. Бобби воссоединяется с Джойс после того, как вырвал два своих зуба, чтобы получить комбинацию для открытия замка на двери в ее комнату. Гибсон обнаруживает местонахождение игры Бобби и посылает команду спецназа, которая запирается в другой комнате и погибает от отравляющего газа.
Найдя командный центр Хоффмана, Гибсон понимает, что он получил доступ в полицейский участок во время игр, будучи доставленным в морг в мешке для трупов с намерением найти Джилл. Прежде чем Гибсон успевает предупредить участок, он и сопровождающие его офицеры убиты из автоматического турельного орудия. Хоффман проникает в полицейский участок, убивая всех на своем пути.
Для своего последнего испытания Бобби должен повторить испытание, которое, по его утверждению, он пережил, вонзив два крюка в свои грудные мышцы и подтянувшись под потолком, чтобы обезвредить ловушку Джойс, но крюки разрывают его плоть, и он падает на пол. Затем срабатывает таймер, в результате чего капсула, напоминающая медного быка, смыкается вокруг Джойс и зажаривает ее заживо.
Добравшись до Джилл и казнив ее оригинальным обратным медвежьим капканом, Хоффман уничтожает свою мастерскую и уходит из города, но его останавливают три фигуры в масках свиней. Лидером оказывается доктор Гордон, который стал учеником Конструктора после того, как выдержал его испытание и предал Адама. Выполняя просьбу Джона немедленно принять меры, если Джилл пострадает, Гордон заковывает Хоффмана в той же ванной, где испытывали его самого, прежде чем выбросить ножовку, которую он использовал для побега, и запереть дверь.

## В ролях
| Роль                      | Актёр (актриса)    |
| ------------------------- | ------------------ |
| Джон Крамер / Конструктор | Тобин Белл         |
| Марк Хоффман              | Костас Мэндилор    |
| Доктор Лоуренс Гордон     | Кэри Элвес         |
| Джилл Так                 | Бетси Рассел       |
| Бобби Даген               | Шон Патрик Флэнери |
| Джойс Даген               | Джина Холден       |
| Детектив Мэтт Гибсон      | Чед Донелла        |
| Роджерс                   | Лоуренс Энтони     |
| Кэйл                      | Дин Армстронг      |
| Нина                      | Наоми Сникус       |
| Доктор Адам Хеффнер       | Джеймс Ван Паттен  |
| Симона                    | Танедра Ховард     |
| Тара Эббот                | Шона МакДональд    |
| Маллик Скотт              | Грег Брик          |
| Майкл Маркс               | Ноам Дженкинс      |
| Эмили                     | Ларисса Гомес      |
| Эван                      | Честер Беннингтон  |
| Кара                      | Габби Вест         |
| Сидни                     | Олунике Эделийи    |
| Брэд                      | Себастьян Пиготт   |

## Производство

### Разработка
В июле 2009 года «Variety» сообщил, что Lionsgate получила зелёный свет на «Пилу 7», и объявил, что Дэвид Хакл вернётся в качестве режиссёра, его последним фильмом была «Пила 5». Продюсеры Марк Берг и Орен Каулз, а также сценаристы Патрик Мелтон и Маркус Данстэн также вернулись. Брайан Гедж сменил оператора серии Дэвида А. Армстронга. Препродашкн начался 14 сентября 2009 года. По словам Мелтона, планировалось назвать фильм «Saw: Endgame». Первоначально после шестого фильма были запланированы два продолжения, но в декабре 2009 года Мелтон заявил в подкаст-интервью с британской радиостанцией «Demon FM», что «Пила 7» была последним фильмом и ответит на все вопросы из предыдущих фильмов, такие как судьба главного героя первого фильма доктора Лоуренса Гордона и других выживших из предыдущих фильмов, привнося окончательное решение в сериал. Сюжетная линия восьмого фильма была объединена в седьмым; это решение было в первую очередь связано с низким кассовыми сборами шестого фильма. 22 июля 2010 года в интервью «USA Today» продюсеры подтвердили, что «Пила 7» официально завершит серию фильмов. Берг рассказал «Рейтеру», что «В каждом фильме „Пила“ мы оставляли вопросы открытыми, и в „Пиле 7“ мы отвечаем на все вопросы, которые когда-либо были у зрителей». Он добавил, что «даже новые зрители смогут следить за ними и догнать на скорости». Первоначально «Пила 3D» задумывалась как два отдельных фильма. По словам Мелтона и Данстэна, «они первоначально намеревались сделать финальную пилу в двух частях, но когда „[Пила] 6“ не так хорошо справилась, студия нервничала, и им разрешили сделать только ещё одну».
В январе 2010 года Кевин Гротерт, который дебютировал в качестве режиссёра с шестым фильмом, собирался начать работу над «Паранормальным явлением 2», когда Twisted Pictures внезапно уволила Хакла и заставила Гротерта принять участие в проекте, осуществив «договорное положение» в своём контракте, к большому разочарованию Гротерта. Когда Гротерт прибыл на съёмочную площадку за две недели до начала съёмок, он выполнил «сжимающее переписывание» сценария. Мелтон объяснил: «У него много идей, но немного трудно и экстремально реализовать все эти идеи, потому что декорации были построены, актёры были выбраны, реквизит был куплен или создан, а с фильмами „Пила“ они настолько специфичны в сет-дизайне из-за ловушек. Становится очень проблематично и трудно изменить целую кучу вещей прямо посреди этого».

### Кастинг
«Я действительно должен поблагодарить фанатов. Спасибо, что провели кампанию за то, чтобы я вернулся! Они хотели знать, что случилось с доктором Гордоном, и поэтому они много писали. Спасибо за все ваши письма. И они много писали в блоге. Спасибо за ваши блоги. И поэтому мы подумали, так как это последний фильм в серии, было уместно сделать фильм с ответами на некоторые вопросы о том, что случилось с доктором Гордоном».
Кастинг начался в середине декабря 2009 года. Кэри Элвес повторил роль доктора Лоуренса Гордона, последний раз появлявшегося в первом фильме. Создатели фильма хотели вернуть Элвеса раньше, но Элвес хотел подождать до последнего фильма. Его персонажа планировалось вернуть Гротертом в шестом фильме, но Элвес был недоступен. Элвес описал своего персонажа как имеющего стокгольмский синдром. Тобин Белл вернулся, чтобы повторить свою роль Джона Крамера, хотя первоначально он подписал контракт на участие в пяти продолжениях, как он ранее заявлял до выхода третьего фильма. Чэд Донелла появился в фильме в роли детектива внутренних дел Гибсона, который также был бывшим партнёром детектива Хоффмана.
Гэбби Уэст, которая получила роль Кары после победы в шоу «Королевы криков».Танедра Ховард, предыдущая победительница «Королев криков», которая появилась в роли Симоны в фильме шестом фильме, повторила свою роль в фильме. Честер Беннингтон, ведущий вокалист альтернативной рок-группы «Linkin Park», играет роль в фильме Эвана, белого скинхеда. Беннингтон встретился с тренером по актёрскому мастерству, чтобы подготовиться к своей роли. Он сказал: «На самом деле это было немного сложнее, чем я ожидал, потому что мне потребовалось много времени, чтобы понять, как изобразить этого парня и каковы именно будут его мотивы. Я подумал, что, возможно, я слишком много думаю об этом, и я встретился с этим действительно великим тренером по актёрскому мастерству, который помог мне пройти и разобраться в „Мотивации“». Девону Бостику предложили повторить свою роль Брента Эбботта из шестого фильма, но он отклонил предложение из-за конфликтов в расписании с «Дневником слабака».

### Съёмки в 3D
Фильм был снят полностью в RealD 3D с использованием системы цифровых камер SI-3D, а не на съёмочной площадке, а затем конвертации отснятого материала в 3D. Прежде чем выбрать 3D, Берг и другие просмотрели минуту оригинального фильма «Пила», представленного в 3D, и были довольны, что привело к тому, что они выбрали 3D для седьмого фильма. Наборы и ловушки были разработаны, чтобы использовать преимущества 3D. Чтобы продолжить быстрый темп предыдущих фильмов, лёгкий вес камер SI-3D позволил снимать три четверти плёнки на карманном компьютере. Фильм был первым 3D-фильмом Гротерта. Он сказал в интервью «Popular Mechanics», что составление кадра в 3D было сложным по сравнению с 2D; он объяснил: «Если у вас есть обе камеры, смотрящие на объект, и на боковой стороне руки человека есть очень яркий блеск, который может видеть только одна камера, есть хороший шанс, что когда вы посмотрите на композицию из двух изображений, которые не будут зарегистрированы в 3D-пространстве. Похоже на ошибку. Эти вещи вообще не являются проблемой в 2D, но в 3D навязчиво проблематичны». Учитывая стоимость съёмок в 3D, Гротерт сказал, что бюджет составил 17 миллионов долларов, что делает самым дорогим фильмом серии на тот момент. Съёмки начались 8 февраля 2010 года в Торонто, Онтарио, и завершились 12 апреля 2010 года. Съёмки проходили в основном на киностудии Cinespace Film Studios в Торонто.
.
Определяя стиль 3D-съёмки, которую они хотели использовать, Берг чувствовал, что зрители захотят несколько моментов, когда объёкты двигаются на аудиторию, сравнивая это с «Мои кровавым Валентином». Он признал, что этот метод будет использоваться, но выразил заинтересованность в стрельбе с точки зрения жертвы, аналогично шутеру от первого лица, отображаемым в 3D. Данстэн добавил, что «это добавляет совершенно новый уровень дисциплины и критериев к созданию этих моментов. У нас была очень плоская поверхность, чтобы попытаться получить от вас реакцию. Теперь мы можем немного вытолкнуть и окутать зрителя, сохраняя шаблоны, которые сработали и были успешными, но также поднять его на ступеньку выше». Комментируя изменение в съёмках в 3D, Белл заявил, что это не повлияет на его исполнение или методы актёрского мастерства, отметив, что это будет «интересный опыт». Мэндилор назвал 3D-съемку «более утомительной и длинной». Флэннери описал (неточно, так как окончательное производство включает в себя много ударных снимков для просмотра) 3D-аспект как «Мы снимали его в 3D не для того, чтобы кровь лилась прямо на вас. Мы снимали его в 3D для создания эффекта того, что вы сами попали в фильм, используя глубину и строение декораций, без фанатизма по поводу „мы хотим, чтобы кровь лилась прямо из экрана“. Но я думаю, что у нас получился хороший фильм», это ничего подобного. Но я думаю, что мы сняли хороший фильм". Услуги постпродакшна предоставлялись Deluxe Media.

### Ловушки
Съёмки сцен ловушек, которые были сделаны в последний раз, начались в марте. Начальная сцена с ловушкой фильма была снята в «Metro Hall» в Торонто, Онтарио, недалеко от «Рой-Томсон-Холл», и включала 400 статистов. В ловушке дисковые пилы на самом деле были реальными и функциональными, но для актёров были приняты меры предосторожности. Один актёр, который был в ловушке, Джон Кор, рассказал «Demon FM», что у него шрамы на руках от кандалов, и сказал, что другой актёр, Себастьян Пиготт сломал зуб, а Энн Ли Грин потеряла чувство в ногах и должна была получить медицинскую помощь.
Продюсер Орен Каулз рассказал новостному сайту ужасов «ShockTilYouDrop.com», что в фильме есть одиннадцать ловушек, что является самым большим числом ловушек во франшизе на тот момент. В фильме есть одна сцена «ловушки», которую продюсеры не допустили бы в предыдущих фильмах серии, которую они описывали как «слишком жестокая», «слишком отвратительная» и «просто неправильная». Позже Мелтон подтвердил, что это была ловушка «Гараж», которая включала в себя машину и вызвала «цепную реакцию» с другими персонажами. Габби Уэст была частью ловушки. Она рассказала VH1: «Они отлили всё моё лицо и в основном всю верхнюю часть тела после пупка. Они накладывают на вас слои разных материалов, и у вас в носу две соломинки, чтобы вы могли дышать. Это было так страшно! Они надевают так много, что вы не видите, и они кладут его вам в уши, чтобы вы почти ничего не слышали. Это было частью подготовки к фильму, что было действительно круто, сделать манекен из себя. Но страшно». В фильме было использовано более 25 галлонов фальшивой крови, что в два с половиной раза больше, чем у второго фильма.

## Показ
Изначально запланированный на 22 октября 2010 года, фильм был перенесён на неделю на 29 октября, чтобы предотвратить конкуренцию с фильмом «Параномальное явление 2». Фильм выпускался компанией Lionsgate Films в США и компанией Maple Pictures в Канаде.
Фильм изначально получил рейтинг NC-17 (зрители 17 лет и младше к просмотру не допускаются) Американской ассоциацией кинокомпаний (MPAA) и должен был перемонтажирован и повторно представлен шесть раз, чтобы получить рейтинг R. В Германии его показ в был запрещён с апреля 2012 года по январь 2013 года, потому что окружной суд Берлина Тиргартен отметил, что несколько сцен в фильме нарушают закон о насилии § 131 StGB. Частные копии по-прежнему являются законными для владения, и личное использование не наказуемо; однако любой публичный показ является крайне запрещённым и наказуемым деянием. В январе 2013 года Берлинский апелляционный суд отменил первоначальное постановление суда после того, как StudioCanal, которая владеет правами на распространение Германии, обжаловала его.

### Маркетинг
8 июля 2010 года в некоторых пресс-материалах для San Diego Comic-Con фильм был назван «Пила 3D: Ловушки оживают», что привело к тому, что СМИ предположили, что это окончательное название. На следующий день Берг и Каулз сказали, что «Ловушки оживают» — это просто слоган, который был неправильно истолкован как часть названия. Каулз сказал, что если бы они включили седьмую римскую цифру, за которой следует «3D» («Пила VII 3D»), это было бы «чрезмерно» и не оказало бы желаемого воздействия. Он объяснил: «Это был такой процесс в 3D, так много тяжёлой работы было вложено. „Пила VII 3D“ — это слишком много. Это как новый фильм. […]». В том же интервью продюсеры обратились к присутствию «Пилы» на Comic-Con 2010 в Сан-Диего. Продюсеры сказали, что кадры, которые будут использованы для конвенции, не могут быть одобрены для аудитории; Каулз объяснил: «Это будет отличаться от того, что мы делали раньше, мы будем на Comic-Con, но мы не на Comic-Con».
Трейлер, показанный в Великобритании во время перерыва от «Круче не придумаешь», был запрещён после того, как 10-летний ребёнок пожаловался, что он «досадует» и «запланирован ненадлежащим образом». «Clearcast» убрала трейлер к 19:00 по Гринвичу, но на самом деле вышел в эфир только в 20:29. В одной из сцен трейлера люди в кинотеатре попадают в ловушку на сиденьях металлическими удерживающими устройствами, а рука проходит через экран, втягивая человека. Управление по стандартам рекламы заявило, что это «вероятно, причинит страдания маленьким детям». В Массачусетсе филиал Showcase Cinemas показал фильм вместо мультфильма «Мегамозг», который смотрел семилетний ребёнок, празднующий день рождения. Прошло несколько минут, прежде чем сотрудники кинотеатра исправили ошибку.

### Саундтрек
Музыка к фильму была написана Чарли Клоузером и выпущена на iTunes лейблом «Evolution Music Partners» 2 ноября 2010 года. Саундтрек «вдохновлён фильмом» и включает в себя музыку рок-групп, включая «Dir En Grey», «Boom Boom Satellites», «Saliva», «Krokus», «Hinder», «Karnivool», «My Darkest Days» и «Dead by Sunrise». Он был выпущен лейблом «SonyMusic Independent Network» (SIN) и «Artists’ Addiction Records» 26 октября 2010 года. Песня «Life Won’t Wait» Оззи Осборна исполняется во время финальных титров.

### Выход на видео
Lionsgate Home Entertainment выпустила фильм на видео под названием «Saw: The Final Chapter» 25 января 2011 года в трёх версиях. Первая — стандартный DVD, состоящий из театральной версии фильма, набора бонусных материалов и второго диска с цифровой копией; второе издание — 2D комбинированный пакет, который включает в себя расширенную версию на Blu-ray, DVD и цифровую копию фильма. Последнее издание представляет собой комбинированный 3D-пакет, состоящий из расширенной версии на Blu-ray 3D, Blu-ray, DVD и цифровой копии. Согласно чарту Nielsen VideoScan, форматы DVD и Blu-ray заняли третье место в первую неделю.

## Реакция

### Кассовые сборы
У фильма были предварительные показы 28 октября 2010 года в 2000 местах, фильм заработал 1,7 миллиона долларов. Он вышел в широкий прокат на следующий день в 2808 местах, показываясь на 3500 экранах, что является вторым по величине показом после первого фильма. Фильм заработал 8 976 000 долларов в день выхода, заняв первое место. Он заработал 22 530 123 долларов в первый уик-энд на Хэллоуин, при этом 92 % билетов поступают из более чем 2100 3D-мест, а 57 % аудитории были моложе 25 лет. У него был пятый лучший первый уик-энд в серии. После всего лишь четырёх дней широкого проката фильм превзошла внутренние сборы шестого фильма стоимостью 27,7 миллиона долларов. Во второй уик-энд продажи билетов на 66 %, и фильм заработал 7,7 миллиона долларов, упав на пятое место, а «Мегамозг» занял первое место. Прокат фильма закончился 2 декабря 2010 года после 35 дней после выхода в США и Канаде.
Фильм открылся на 25 территориях, заработав 14,4 миллиона долларов (включая предварительный просмотр), заняв первое место в Великобритании с 5,8 миллионами долларов, превысив открытие третьего фильма в Великобритании за 4,7 миллиона долларов. Он занял второе место в России с 2,2 миллионами долларов; в Австралии и Японии фильм заработал 909 000 долларов и 864 800 долларов соответственно. Фильм заработал 12,8 миллиона долларов в Великобритании, Ирландии и на Мальте; 10,9 миллиона долларов в Германии; 7 миллионов долларов в Италии; 5,3 миллиона долларов в России; и 2,4 миллиона долларов в Австралии. Фильм заработал 45,7 миллиона долларов в США и Канаде, а 90,4 миллиона долларов на других территориях, что составляет в общей сложности 136,1 миллионов долларов по всему миру.

### Критика
Как в предыдущие четыре фильма серии, «Пила 3D» не была показан критикам заранее. На сайте «Rotten Tomatoes» фильм имеет рейтинг 10 % на основе 81 отзыва. Консенсус сайта гласит: «Небрежно снятая, плохо сыгранная и нелогично задуманная, „Пила 3D“ оставляет зрителей в ловушке самой тусклой части серии». «Metacritic» дал фильму среднюю оценку 24 из 100, основанную на 17 отзывах, что указывает на «в целом неблагоприятные отзывы». Зрители, опрошенные «CinemaScore», дали фильму среднюю оценку «B−» по шкале от «A+» до «F».
Люк Томпсон из «E! Online» дал фильму оценку «B». Он назвал жестокость фильм «сверху» и «в твоём лице», признав, что у фильма было «необычное количество самопародии». Он сказал, что центральная сюжетная линия фильмов начинает казаться «разыгранной». Роб Нельсон из «Variety» дал фильму отрицательный отзыв. Он назвал фильм «неустанно отвратительным», который порадует поклонников, но не доставит сюрприза. Далее он сказал: «Помойка этих комплектов, вытягивающих конечности, технические кредиты кажутся довольно некачестными, как и любые 3D-эффекты, которые не включают летающие виски. Монтаж опирается на ленивые воспоминания, в то время как диалог остаётся таким же ужасным, как и убийства». Ким Ньюман из «Empire» дал фильму две звезды из пяти, назвав его "шагом вниз по сравнению с прошлогодней гораздо более остроконечной «Пилой 6». Он раскритиковал повторение сюжета, но подумал, что возвращение выживших Пилы было «хорошей идеей». Он завершил свой отзыв: «Есть разброс безошибочно съеженных ужасов, но в целом „Пила 3D“ может сделать это с большей глубиной».
Эрик Голдман из «IGN» дал фильму две звезды из пяти. Он был недоволен небольшим экранным временем, которое дали Беллу и Элвесу, сказав, что время, проведённое фильмом с ними, не оказало большого влияния. Он сказал, что ловушки были в шаге от «Пилы 6», но указал на свою любимую и изюминку фильма как на ловушку «Гараж». О 3D-эффектах фильма Голдман сказал: «3D используется так, как вы могли бы ожидать — то есть это не захватывающий опыт Джеймса Кэмерона. Вместо этого лезвий выпрыгивающих из экрана, и есть немного веселья, когда кровь и кишки буквально выбрасываются вперёд в нескольких точках». Фрэнк Шек из «The Hollywood Reporter» дал фильму смешанный отзыв. Он сказал, что "Пила 3D. «согласована как стилистически, так и тематически с предыдущими изданиями», но сказал, что большинству ловушек фильма не хватает «ума в стиле Руба Голдберга, которая ознаменовала серию». Далее Шек сказал, что было «прискорбно», что создатели убили персонажа Белла так рано и назвали персонажа Мэндилора (Хоффмана) «чрезмерно мягким заменяющим». Он назвал визуальное воздействие 3D «незначительным».
Роджер Мур из «Orlando Sentinel» дал фильму одну звезду из пяти, сказав: «Всё это двухъярусно и существует уже много лет. Все это беспроигрышные сценарии. Какие бы моральные уроки ни были представлены в самых ранних фильмах „Пилы“, они, похоже, были отменены по мере того, как фильмы становятся все более ужасными, когда создатели фильма попали в „Как бы это выглядело, если бы чья-то челюсть была вырвана или их кожа была приклеена к автокреслу?“ Потворствуя „Круто, давайте посмотрим ещё раз“, толпа сделала Lionsgate богатой, но ничего не сделала для этого невыразимого конкурса выносливости этой давней кинофраншизы». Майк Хейл из «The New York Times» назвал фильм "самым «прямым» в серии и «самым последовательным (хотя и не изобретательным) жестоким». Он закончил свой отзыв, сказав: «Если вы увидите фильм в кинотеатре, оснащённом RealD 3D и звуком Dolby, вы получите довольно хорошее представление о том, каково это — когда летающие части тела бьют вам по лицу».
Элизабет Вайцман из «New York Daily News» дала фильму одну звезду из пяти. Она раскритиковала отсутствие экранного времени Белла, сказав: «Что создатели последних четырёх фильмов „Пила“ каким-то образом упустили из виду, так это то, что Конструктор Тобина Белла является стержнем этих фильмов. Это прямо там, в названии, так что вы думаете, что они поймут, что потеряли, когда убили его в „Пила 3“. Но с тех пор это идёт под гору, и сегодня мы достигли дна». Она призналась, что выступления стали «болезненно сваленными», и назвала сценарий «беспорядочным ничем, перемежаемым едва пробуемыми смертельными ловушками». Далее она сказала: «Также разочаровывает наблюдать, как когда-то оригинальная франшиза превращается в общий слэшер, в котором случайных людей убивают банальными способами только для того, чтобы поднять количество тел», и закончила свой отзыв словами: «Независимо от того, сколько денег „Последняя глава“ зарабатывает в уик-энд на Хэллоуин, пришло время признать, что эта игра окончена».
Уэсли Моррис из «The Boston Globe» назвал фильм «самым ужасным и наименее последовательным из семи фильмов». Он чувствовал, что некоторые из «игр» фильма были просто случайным образом введены в фильм, сказав, что такого рода «эпизодический подход» и 3D работают для "гораздо более инновационной серии, такого как «Чудаки 3D». Моррис завершил свой отзыв, сказав: «Это предполагаемое окончательное издание разрушает извращённую мораль наследия [Конструктора], чтобы сделать его Джерри Спрингером из жестокости». Джейсон Андерсон из «Toronto Star» дал фильму две звезды из четырёх. Он похвалил сюжет фильма за то, что он не был таким запутанным, как предыдущие фильмы, для которых он описал, что ему «как правило, требуется энциклопедическое знание многих сюжетных линий серии», чтобы понять их. Он думал, что Гротерт придал фильму «мягкую энергию», и описал ловушки и жестокость фильма как имеющие «неприхотливую чувствительность» к фильмам Хершелла Гордона Льюиса.
Алан Джонс из «Radio Times» дал фильму четыре звезды из пяти, сказав: "Хотя фильм изначально граничит с пародией, как только начинается вечно-ингениозная ловушка — с использованием рыболовных крючков, суперклея, духовок и стоматологического оборудования — озноб проходит на трубопроводе прямо к финалу воспоминаний величайших хитов. Он подразумевал, что «шоковые сценарии» были заимствованы из таких источников, как «Человек по имени Лошадь» и работа Лучо Фульчи. Джонс сказал, что 3D не добавил к опыту, говоря, что «кровь CGI брызгает что-то вроде отвлечения к почти шекспировскому крещендо мучений и бойни». Фильм был номинирован на премию «Золотая малина» за «Худшее злоупотребление 3D», но проиграл «Повелителю стихий».

## Продолжение
Хотя «Пила 3D» должна была стать финалом серии, в феврале 2016 года сообщалось, что сценарий к восьмому фильму под рабочим названием «Пила: Наследие» будет написан Джошем Столбергом и Питером Голдфингером. В июне 2017 года было объявлено официальное название «Пила 8». Фильм вышел 27 октября 2017 года.